# Възраждане (квартал на Варна)
Вижте пояснителната страница за други значения на Възраждане.
„Възраждане“ е жилищен комплекс на 90-150 м н.в. в южното подножие на Франгенското плато, в западната част на гр. Варна, състоящ се от 4 микрорайона. Тук се намират средни и основни училища, детски градини, бензиностанции, газостанции, кафенета, хипермаркетът „Кауфланд“ и множество супермаркети като Billa, Lidl и ЦБА. Именно в този квартал се намира новооткритият парк Възраждане с площ от 37 декара. Има и високоетажно жилищно строителство, с наличие на блокове на 16 етажа. Комплексът е свързан с централната част на града посредством тролейбусни линии 82, 83, 88 и множество автобусни, част от които са: 14, 14а, 20, 22, 41, 118, 118а, 122, 148, 209, 209Б. В 1-ви микрорайон се намира луксозният жилищен комплекс Оркид Хилс, завършен през 2008 г. Във Възраждане 2 се строи и комплексът от затворен тип с име „Варна 1“.
Училището в квартала е
Второто ОУ „Никола Йонков Вапцаров“. Над Възраждане 3 се намира манастирът на Борис I, където всяка година се правят разкопки. Над Възраждане 2 се намират чешмите „Илинденско въстание“ и „Света Марина“.
По официални данни в четирите микрорайона на комплекса живеят около 35 000 души.